# Cerro Boratera de Challviri
Cerro Boratera de Challviri är ett berg i Bolivia.   Det ligger i departementet Potosí, i den södra delen av landet, 500 km sydväst om huvudstaden Sucre. Toppen på Cerro Boratera de Challviri är 5 454 meter över havet.
Terrängen runt Cerro Boratera de Challviri är huvudsakligen kuperad, men åt nordost är den platt. Trakten runt Cerro Boratera de Challviri är nära nog obefolkad, med mindre än två invånare per kvadratkilometer..
Trakten runt Cerro Boratera de Challviri är ofruktbar med lite eller ingen växtlighet.